# Oligodon lacroixi
Oligodon lacroixi este o specie de șerpi din genul Oligodon, familia Colubridae, descrisă de Angel și Bourret 1933. A fost clasificată de IUCN ca specie vulnerabilă. Conform Catalogue of Life specia Oligodon lacroixi nu are subspecii cunoscute.